# Lambertus Benenga
Lambertus Benenga (* 17. Februar 1886 in Rotterdam; † 3. August 1963 in Geldrop) war ein niederländischer Schwimmer.

## Karriere
Benenga nahm 1908 an den Olympischen Spielen in London teil. Hier scheiterte er im Wettbewerb über 100 m Freistil als Zweiter seines Vorlaufes am Halbfinaleinzug.
Sein Bruder Bouke Benenga nahm ebenfalls an den Olympischen Spielen 1908 teil.